# Аванпост (фильм)
«Аванпост» — российский постапокалиптический триллер режиссёра Егора Баранова. В главной роли — Пётр Фёдоров. Выход в прокат в России состоялся 21 ноября 2019 года.

## Сюжет

### Пролог
На военной базе «Аванпост» срабатывает тревога, солдаты занимают позиции и готовятся к бою. Сообщается, что на них надвигаются неустановленные враги, существа крупнее человека, движущиеся со скоростью двадцать километров в час.

### За месяц до этого
За 24 дня до событий «пролога» военнослужащий Олег заводит отношения с Алёной в ресторане, после чего они едут домой к Олегу. Внезапно весь мир, кроме территории вокруг Москвы с частью Финляндии, Эстонии, Латвии, Беларуси и Украины (который позже назовут «Кругом жизни») погружается во тьму, судьбы миллионов людей неизвестны. Связь оборвалась с большей частью Земли, и в живых осталось только малое количество людей в «Круге жизни». Люди провели новую границу, поставили защитный периметр и отправили разведывательные группы за его пределы. Они осознали, что произошло нападение на Землю, в результате чего и погибло почти всё живое. Чтобы дать отпор загадочному противнику, мобилизовали армию, а за периметром построили аванпосты. Во время выхода за периметр для проведения разведывательной операции в одном из домов боец сталкивается с неизвестным, который легко отбивается от него, ранит и убегает. Остальные солдаты пытаются застрелить его, но ему удаётся скрыться. В это время Юра в Москве знакомится с Алёной и Женей, придя им на помощь в конфликтной ситуации у ночного клуба. Олег и Юра служат вместе на одном из аванпостов, они становятся соседями по казарме и друзьями. Офицер ГРУ Марина и майор Долматов (командир аванпоста) собирает солдат в казарме (в бункере) аванпоста, информирует личный состав о результатах разведки и исследования ситуации за периметром, готовит их к операции по исследованию местности вокруг аванпоста малыми группами (до 10 человек) с целью сбора информации о невидимом противнике.

### Защита аванпоста
Действие возвращается обратно к «прологу». Во время приближения неизвестного противника отключается электричество и аванпост погружается во тьму. Выясняется, что из леса на аванпост нападало огромное стадо медведей. На следующее утро после того, как атака медведей была отбита, выжили не все солдаты, среди выживших — Олег, который получил ранение в ногу. Врач Алёна ставит ему гипс и отдаёт некий пакет, прося его передать одному человеку в Москве. Олег возвращается в Москву, на следующее утро за тем самым пакетом к нему приходит Женя. Однако Олег отказывается отдавать пакет, пока не выяснит, что в нём. Женя начинает угрожать пистолетом, но Олег отбирает его и сам начинает им же угрожать. В этот момент заходит пришелец Ид в облике отца Олега и пытается заставить его отдать пакет Жене, но Олег отказывается и Ид вызывает у Олега временные головные боли, чтобы они смогли вместе с пакетом сбежать. Олег в ярости возвращается в аванпост и начинает душить Алёну, пока та не скажет, что было в пакете. Она объясняет, что сама ничего не знала и её просто заставили. В это время Женя и Ид в секретной лаборатории достают из того самого пакета отрубленную руку с вирусом внутри и осознают, что они опоздали.

### Лицо врага
Ид вживую подходит к одному из пациентов-экстрасенсов Саше, которого солдаты привели вместе с собой из-за периметра «Круга жизни» (и держат под охраной в закрытом военном госпитале из-за их странных способностей видеть в трансе то, что происходит где-то за периметром). Ид просит его о помощи, так как Саша может увидеть, где находится его собрат Ра, который и стоит за всем этим. Ид привлекает внимание Марины и она вызывает охрану. Четыре солдата во главе с Мариной наводят на Ида оружие, но последний показывает Марине свой нечеловеческий вид и с помощью сверхспособностей вводит в заблуждение бойцов, которые наводят оружие на Марину (так как она в их глазах выглядит как Ид) и предлагает, чтобы он всё им объяснил, если они сохранят ему жизнь. На допросе Ид объясняет, что он пришелец-разведчик из далёкой звёздной системы, которая уже вымерла. Они давно решили переселиться на Землю (захватить нашу планету для себя), ибо наше Солнце ещё молодое и проживёт достаточно долго. Но для этого надо было уничтожить импульсом людей — за всем этим стоит Ра (Ид помешал импульсу, изменил момент импульса — Луна на тот момент закрывала своей тенью Москву и территории вокруг неё, благодаря чему люди в «Круге жизни» не пострадали). До этого импульса Ид думал, что он единственный оставшийся в живых на Земле разведчик, из посланных давным-давно для подготовки вторжения пришельцев, которые развлекались тем, что изображали из себя богов, как Ра. Ид прибыл вместе с Ра на Землю ещё двести тысяч лет назад, по его расчётам корабль с их армией и переселенцами будет здесь завтра, причём корабль скорее всего сядет там, где Ра ожидает посадки. Проблема в том, что он не знает, где скрывается Ра, который контролирует разум части обычных людей вне «Круга жизни», не умерших, а ставших «зомбированными» после импульса. Единственный, кто может найти Ра — Саша. Узнав местоположение Ра, можно нанести по нему удар и спасти остатки человечества от орды «зомбированных» под контролем Ра, который готовит вторжение внутрь «Круга жизни» в момент посадки корабля.

### Взаимное Целеуказание
Ид с Женей, Сашей и Мариной прибывает на вертолётах в Аванпост и объясняет майору Долматову задачу по определению местоположения их основного врага Ра с помощью способностей Саши. Ид проникает в голову Саши, а тот в трансе видит, что Ра находится на крыше небоскрёба в каком-то городе. По рисунку Саши определяют, что это город Киров около Аванпоста. В этот же момент транса Ра посмотрел на Сашу и понял, что его обнаружили. Одновременно из штаба ВС в Москве в Аванпост приходят радиосообщения, что периметр прорван, все аванпосты отрезаны от армии (им отказано в помощи), орды «зомбированных» с разных направлений движутся к Москве, бои идут уже в пригородах столицы. Ид решил оставить Сашу в аванпосте, собрать оставшуюся бронетехнику и часть людей для рейда на Ра в городе Кирове, а Ра в это время приказал своим «зомбированным» людям запустить многочисленные тактические ракеты по аванпосту. Однако Ид с Женей, майор Долматов с Мариной и отправившиеся в рейд солдаты остаются в живых, так как они вовремя покинули Аванпост с колонной бронетехники и видели гибель Аванпоста на расстоянии. Люди возмущены интригами Ида, но Ид объясняет им после гибели Аванпоста, что если бы Саша поехал с ними, то Ра убил бы в противном случае их всех, накрыв ракетами их колонну, а Аванпост оставил бы в покое.

### Потери
В группе «Путник-4» (в которой служит Юра), разбившей временный лагерь в жилом многоэтажном районе вне аванпоста, командир группы решил устроить засаду и в результате посреди ночи бойцы захватили беззащитного подростка, ворующего еду из брошенного магазина. Однако подросток всего лишь притворялся пугливым, и отобрав нож, убивает командира группы. На эту и другие группы начинают нападать целые толпы вооружённых стрелковым оружием людей под контролем Ра. Все остальные группы успевают подать сигнальными ракетами сообщения «ведём бой, нужна помощь» или «группа уничтожена» — в живых из группы «Путник-4» остаются только Юра и Оля. Они угоняют одну из брошенных машин и едут обратно в Аванпост. По дороге они встречают в коттеджном посёлке двух выживших другой группы во главе с Олегом, разгромивших атакующих, но оставшихся совсем без боеприпасов. В посёлок въезжает колонна солдат аванпоста во главе с Мариной и майором Долматовым и обнаруживает остатки двух групп. Выжившие узнают от майора, что Аванпост был разрушен в результате массированного ракетного удара.

### Рейд на небоскрёб
Собравшись вместе, они едут в Киров, сталкиваясь уже в городе с толпой людей под контролем Ра, с боем прорываются в небоскрёб, поднимаются на крышу и находят Ра. Ид и Ра вступают в битву и Ид валит Ра на пол, разорвав последнему грудь. Юра в последний момент засовывает в грудь Ра гранату и подрывает его. Все люди, которые были под контролем Ра, разом умирают и падают на землю. В живых остаются только Юра, Олег, Марина, Оля, Алёна, Ид и Женя. Ид объясняет, что этого количества людей хватит, чтобы вновь возродиться, так как люди смогут расплодиться и нарожать много новых детей. Олег в ярости пытается убить Ида, но Юра заступается за пришельца, валит Олега на пол и избивает, пока Оля не расстреливает его. Ид удивляется увиденному и пробалтывается, что всё человечество — это на самом деле вирус, созданный инопланетянами для того, чтобы убивать сначала всех вокруг себя, а потом и друг друга. Оказалось, что люди были созданы теми самыми инопланетянами двести тысяч лет назад по их подобию. Выжившие не верят Иду и пытаются его убить, но с помощью сверхспособностей он всячески обманывает их и заставляет убивать друг друга. В последний момент Женя сбрасывает Ида вместе с собой с крыши, погибнув вместе с ним при падении. От Ра остаётся некое устройство, похожее на смартфон (радиомаяк для посадки корабля инопланетян).

### Вторжение
С неба, рядом с небоскрёбом опускается инопланетный корабль и открывается люк. Однако пришельцы оттуда почему-то не выходят. Алёна, Оля и Олег решают зайти в инопланетный корабль, пока раненый Юра им кричит в спины «Мы всё равно все умрём!». Войдя в корабль, они выясняют, что все пришельцы, оказывается, ещё спят в криокапсулах и не проснулись. У криокапсул включаются таймеры с обратным отсчётом, и трое главных героев решают сломать трубы для подачи зелёной жидкости (кислорода), тем самым убив пришельцев в самих капсулах, оставив умирать без кислорода. Когда осталось разрушить последнюю трубку, выясняется, что она подаёт кислород в капсулы с детьми пришельцев, и они решают не ломать её. Таймеры капсул доходят до нуля, капсулы открываются, и дети пришельцев вылезают из своих капсул, увидев перед собой троих представителей планеты Земля. Последние по собственной воле на их глазах бросают своё оружие на пол, доказывая, что они не причинят им зла. На этом фильм и заканчивается, а его финал остаётся открытым.

## В ролях
| Актёр                 | Роль                                       |
| --------------------- | ------------------------------------------ |
| Пётр Фёдоров          | сержант Юрий Грубов                        |
| Алексей Чадов         | сержант Олег Озёрин                        |
| Константин Лавроненко | майор Виктор Долматов, начальник аванпоста |
| Лукерья Ильяшенко     | Алёна врач                                 |
| Ксения Кутепова       | подполковник ГРУ Марина Осмоловская        |
| Артём Ткаченко        | пришелец Ид                                |
| Филипп Авдеев         | Женя                                       |
| Артём Маркарьян       | Саша                                       |
| Сергей Годин          | Лаврин                                     |
| Светлана Иванова      | Оля тележурналист                          |
| Ангелина Стречина     | Катя                                       |
| Юрий Борисов          | лейтенант Максим Касаткин                  |
| Илья Волков           | пришелец Ра                                |

## Производство
Изначально фильм задумывался как сериал, а у создателей был только сценарий первой серии. Когда данную серию отсняли, Егор Баранов вносил в историю некоторые изменения. После того, как первая серия была отснята, стало понятно, что изменения сценария немного меняют интонацию и направление сюжета. После этого было решено двигать сценарий в другую сторону. Баранов заявляет, что его фильм больше является антивоенным, поскольку он в фильме не пытался показать силу военных, как это было в фильмах «Трансформеры», «Лучший стрелок» и во многих других голливудских фильмах. В фильме около 70 % общего хронометража сделано с применением компьютерной графики.

### Съёмки
По словам Баранова, над съёмками полного фильма работают где-то по полгода, а иногда и около года. На съёмках фильма были задействованы настоящие солдаты с новейшей военной техникой, которые согласились сняться в данном фильме, предлагая лишь малые советы и рекомендации для сцен с их участием. При этом сами военные не вмешивались в сценарий фильма. Съёмки фильма были завершены в мае 2019 года.

### Рекламная кампания
Фильм был представлен Premier Studios на «Comic-Con Russia 2019» наравне с фильмом «Карамора» и экранизацией романа «Метро 2033». «Аванпост» — единственный фильм из России, вошедший в программу престижного американского фестиваля Cinequest, объединяющего кино и высокие технологии. 20 августа 2019 года журнал «Мир фантастики» выступил инфопартнёром данного фильма. 23 октября 2019 года создатели фильма совместно с Premier Studios вместе с MY.GAMES запустили именной турнир «Warface Special Invitational Season 2: Аванпост», который объединяет мир игры «Warface» с данным фильмом.
7 ноября 2019 года была запущена браузерная игра, главная особенность которой — интеграция с «Google Maps». В окне приложения пользователь может ввести любой адрес (или просто указать город) и посмотреть, как изменятся его родные улицы в наступившем постапокалипсисе во вселенной данного фильма. Также в игре присутствуют элементы шутера, так как главной задачей в игре является очистка улиц от пришельцев.

### Прокат
Премьера фильма в России состоялась 21 ноября 2019 года, а 26 ноября того же года было объявлено, что фильм также выйдет в прокате в США и ещё в двух десятках зарубежных стран. В частности, картина в числе первых выйдет в прокат в Японии после снятия карантина в связи с пандемией COVID-19. Фильм также будет представлен на китайском сервисе «iQIYI», который называют азиатским аналогом «Netflix». «Аванпост» также стал лидером онлайн-проката во Франции.

### Сборы
В первую неделю проката фильм смог собрать около 100 миллионов рублей. В конце ноября, к декабрю, сборы составили около 144 миллионов рублей.

## Критика
Фильм получил смешанные отзывы со стороны кинокритиков. Владислав Никиткин с КГ-Портал дал фильму положительную рецензию, отметив интересные и свежие идеи и их реализацию. Владислав Шуравин, писавший рецензию для film.ru, дал фильму 4 звезды из 10. Павел Воронков, писавший рецензию для Газета.Ru, заявил, что фильм чересчур кровавый, и хронометраж фильма слишком затянут. Сергей Агеев, писавший рецензию для fatcatslim.ru, заявил, что «Аванпост» вышел в позднее время, так как сейчас большинство блокбастеров проваливаются в прокате, потому что студии продолжают искать золотую жилу, а зрителям бесконечное повторение штампов и клише окончательно надоело. Агеев ругал фильм за пресный сценарий и сказал, что было бы лучше, если бы фильм был не фильмом, а сериалом. Зато он похвалил фильм за эффекты, компьютерную графику и экшн-сцены. Станислав Зельвенский дал фильму 3 звезды из 10.

## Продолжение или телесериал
Было объявлено, что студия планирует выпустить вторую часть фильма, которая должна была выйти 9 мая 2020 года, однако вместо этого решено было показать 6-серийный телесериал на канале ТВ-3. Премьера состоялась 26 октября — 3 ноября, а 8 ноября 2020 года сериал транслировался ещё раз, но уже полностью. Продления на второй сезон официально не было.